# Escudo de Kagome

El Escudo de Kagome; estrella de seis puntas

El escudo de Kagome también se conoce por la estrella de ocho puntas (Ashthalakshmi o Estrella de Lakshmi)

Esta figura muestra la red de Kagome, una estructura geométrica periódica bidimensional. Los triángulos son equiláteros.

El Escudo de Kagome o Kagome mon (籠目 + 紋, lit. "Cresta del ojo de celosía/patrón/emblema") es un emblema en forma de estrella de seis puntas relacionado con el diseño de la celosía de kagome (celosías hexagonales y octogonales). 
El Kagome mon se puede representar como un hexagrama y como una estrella de ocho puntas (un octagrama):
1. La versión de la estrella de seis puntas (un hexagrama) se compone de dos triángulos equiláteros entrelazados, similar/intercambiable con el hinduista Shatkona (sánscrito: षट्कोण, Ṣaṭkoṇa, lit. Six-Sided ), que representa la unión entre opuestos, similar al Yin y el yang.
2. La versión de estrella de ocho puntas (un octagrama) se compone de dos cuadrados entrelazados, similares a/intercambiables con la estrella hindú de Lakshmi (que representa Ashtalakshmi (sánscrito: अष्टलक्ष्मी, Aṣṭalakṣmi, lit. Lakshmi óctuple ), las ocho formas, o "tipos de riqueza", que representa la diosa Lakshmi).

Independientemente de cuál, tanto la estrella de seis puntas como la estrella de ocho puntas también se conocen como kagome. Se puede encontrar en muchos de los santuarios sintoístas más antiguos, que se remontan al menos al siglo V a. C., y está presente en casi todos los farolillos de piedra alrededor de Ise-jingu . Se cree que su presencia en los santuarios sintoístas aleja el mal. Este símbolo también es sinónimo de Cintamani, una "piedra que concede los deseos" (una joya Mani), siendo todos iconos asociados con la diosa Lakshmi/ Kisshōten .
En lo que respecta a la heráldica, el escudo de Kagome también se asocia a menudo con el clan Hata.
Para una audiencia occidental, la versión de seis puntas de la cresta de Kagome como símbolo religioso quizás se parezca más a la estrella de David, sin embargo, es poco probable que haya una conexión directa entre los dos. Si existe una conexión cultural que involucre la cresta de Kagome, lo más probable es que esté relacionada con el satkona del hinduismo.
- Datos: Q16851345